# Ріхард Чекай
Ріхард Чекай (нім. Richard Czekay; 26 березня 1916, Штраусберг — 24 квітня 2009, Кітцінген) — німецький льотчик-ас штурмової авіації, майор люфтваффе (1 листопада 1944). Кавалер Лицарського хреста Залізного хреста.

## Біографія
В 1936 році вступив в люфтваффе і в серпні 1938 року був зарахований в 165-у ескадру пікіруючих бомбардувальників. В 1939 році переведений в 76-у ескадру пікіруючих бомбардувальників, а 3 липня 1940 року — в училище штурмової авіації в Ґраці. З 26 вересня 1941 року у складі 1-ї ескадрильї 2-ї ескадри пікіруючих бомбардувальників брав участь в. З 18 березня 1942 року — командир 2-ї ескадрильї своєї ескадри. З весни 1944 року — командир важкої ескадрильї своєї ескадри. 24 червня 1943 року разом із усім особовим складом ескадри був переведений в 1-у навчальну ескадру, де з 16 травня 1944 року очолював 1-у групу, а з 6 липня по 25 грудня 1944 — навчальну групу. З березня 1945 року — командир 1-ї навчальної ескадри.
Всього за час бойових дій здійснив понад 500 бойових вильотів.

## Нагороди
- Нагрудний знак пілота
- Медаль «У пам'ять 1 жовтня 1938» із застібкою «Празький град»
- Залізний хрест
  - 2-го класу (5 листопада 1939)
  - 1-го класу (19 листопада 1941)
- Авіаційна планка бомбардувальника в золоті з підвіскою
  - в сріблі (5 листопада 1941)
  - в золоті (19 березня 1942)
- Німецький хрест в золоті (27 травня 1942)
- Медаль «За зимову кампанію на Сході 1941/42» (1 вересня 1942)
- Почесний Кубок Люфтваффе (13 вересня 1942)
- Лицарський хрест Залізного хреста (30 грудня 1942) — за сукупні досягнення: 461 бойовий виліт, 20 знищених танків, 18 вантажівок, 2 бронепоїзди і 2 зруйновані мости.